# Towarzystwo Strzeleckie „Bractwo Kurkowe” w Krakowie

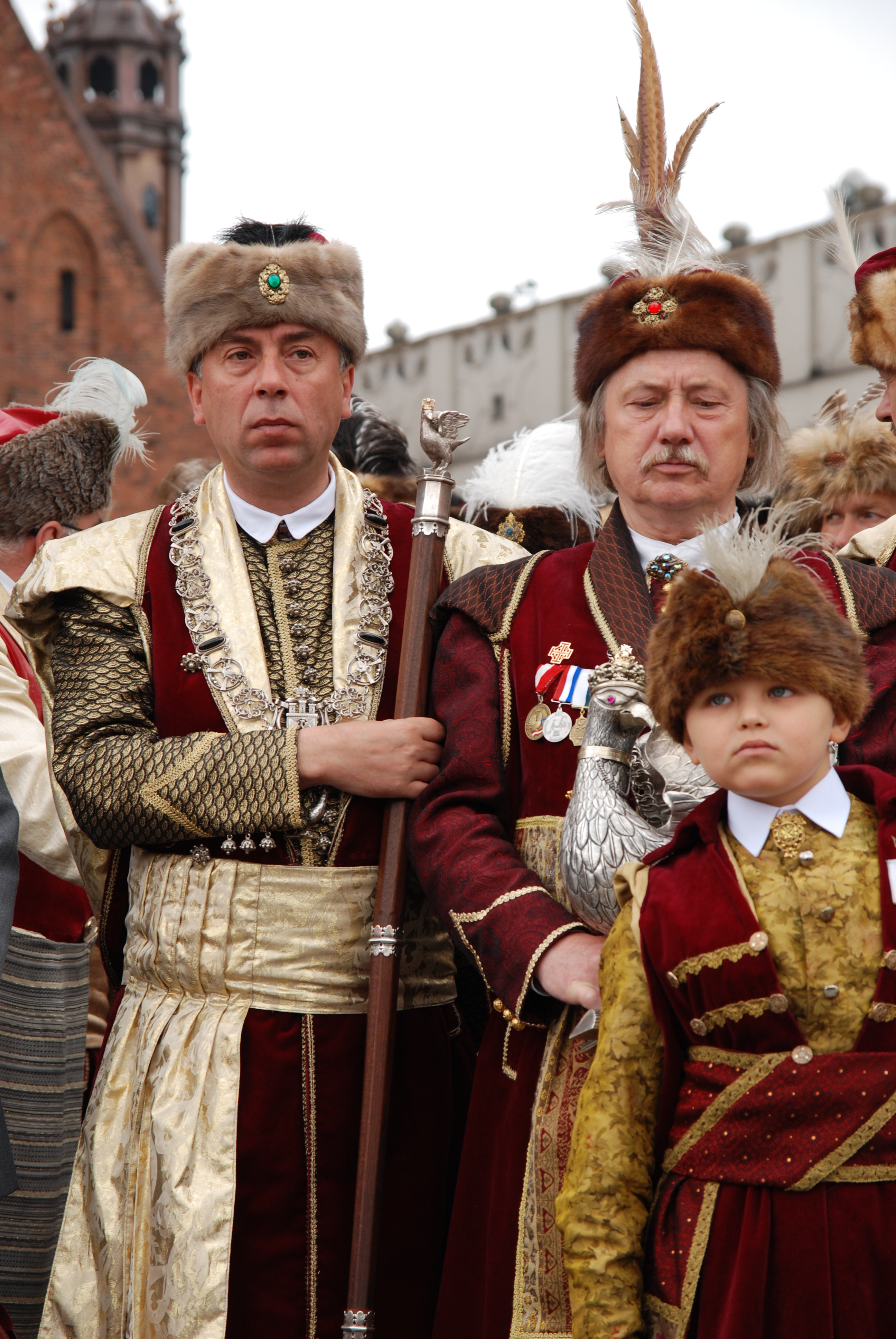
Członkowie Bractwa Kurkowego (2008). Z prawej Czesław Dźwigaj, król kurkowy 2007/2008

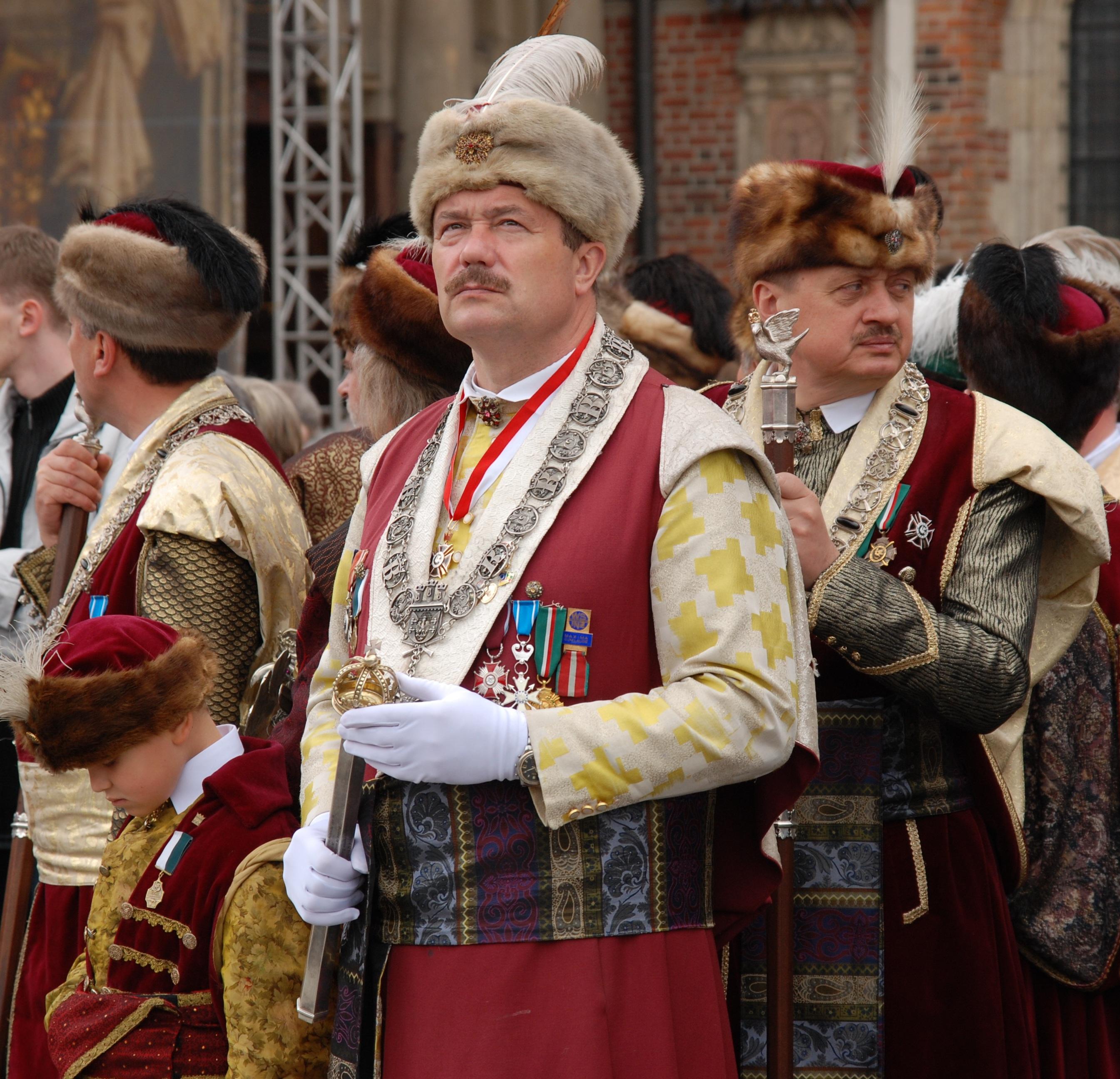
Członkowie Bractwa Kurkowego (2008)

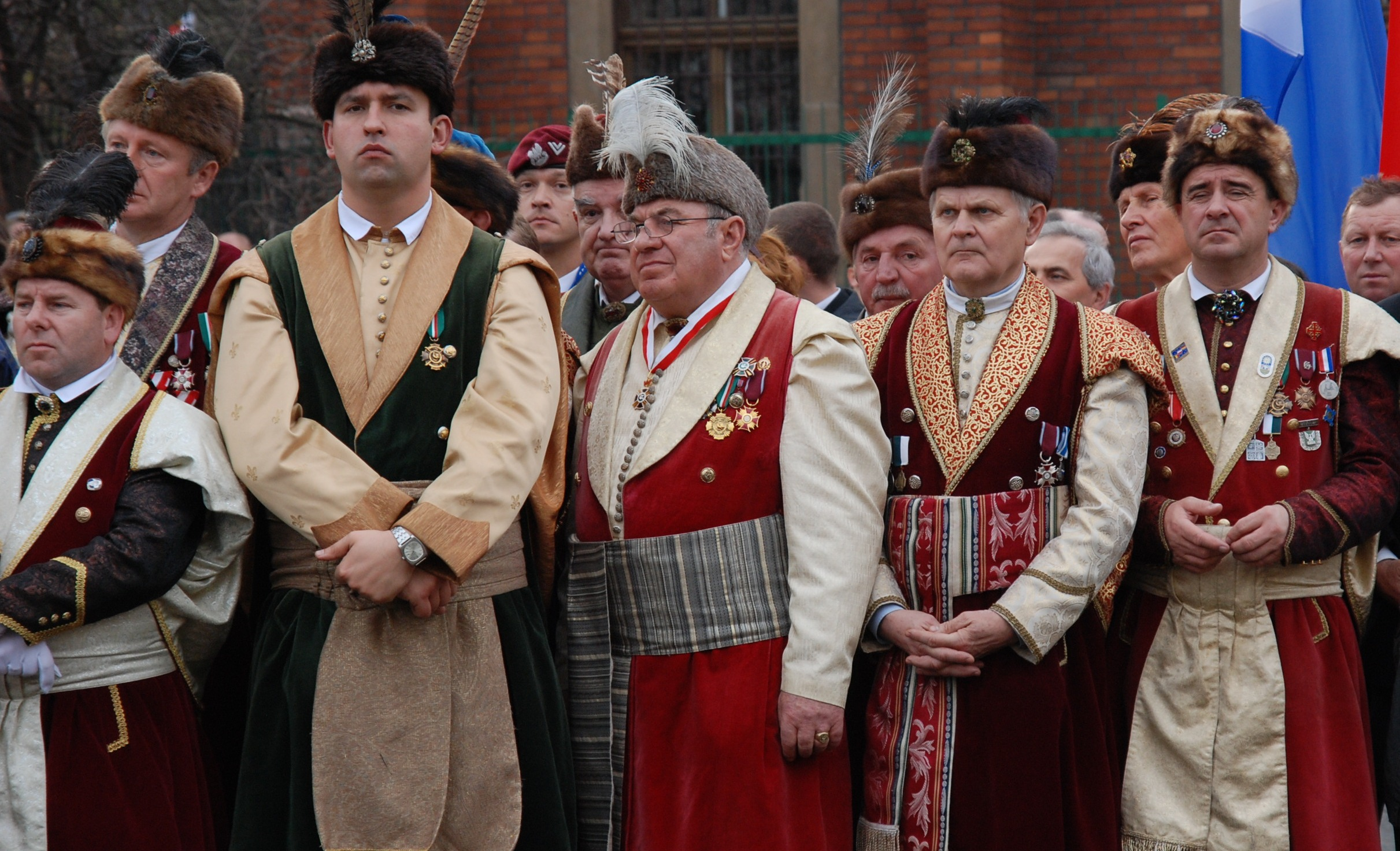
Członkowie Bractwa Kurkowego (2008)

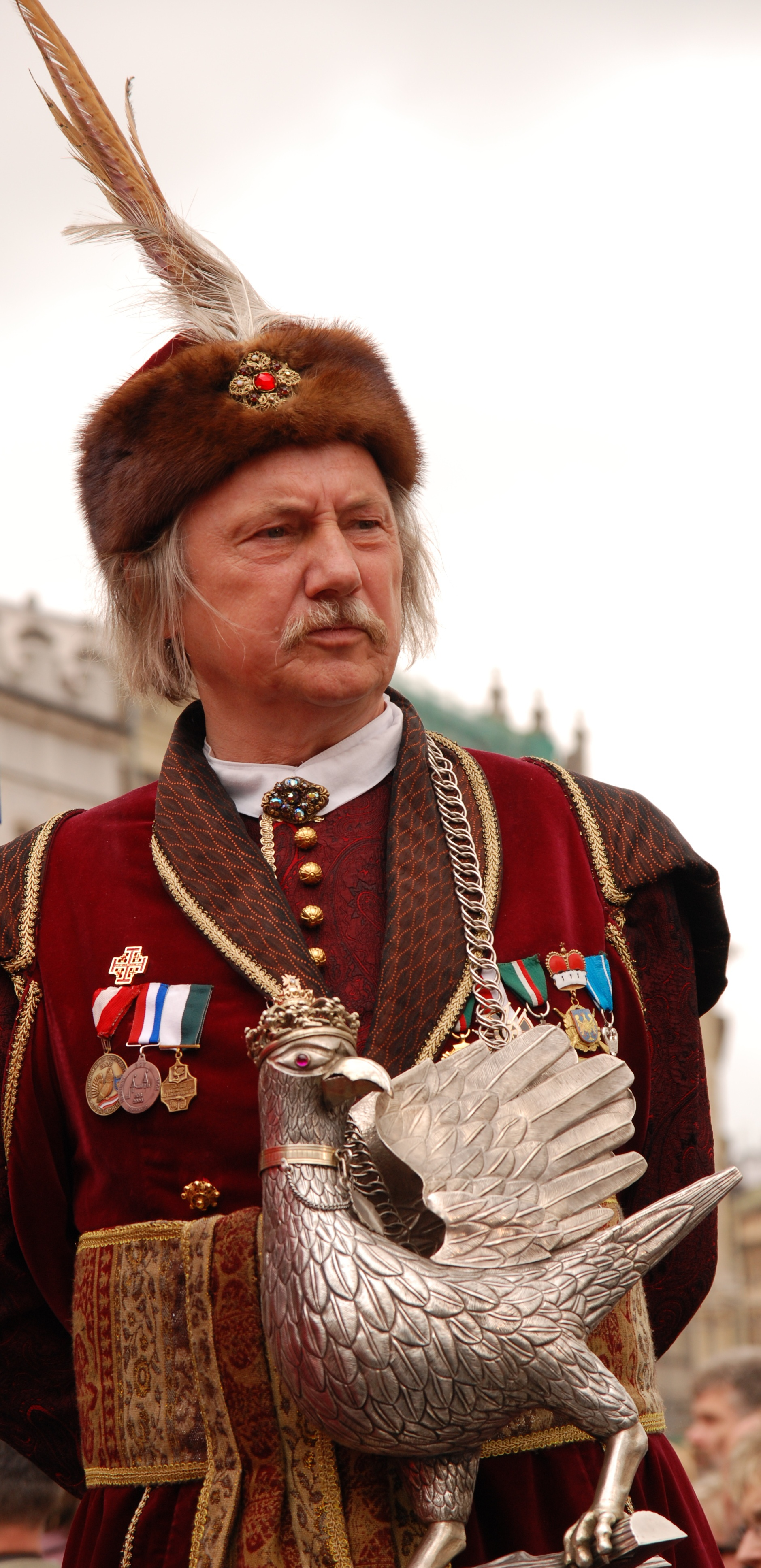
Czesław Dźwigaj, król kurkowy 2007/2008 z kopią Srebrnego Kura

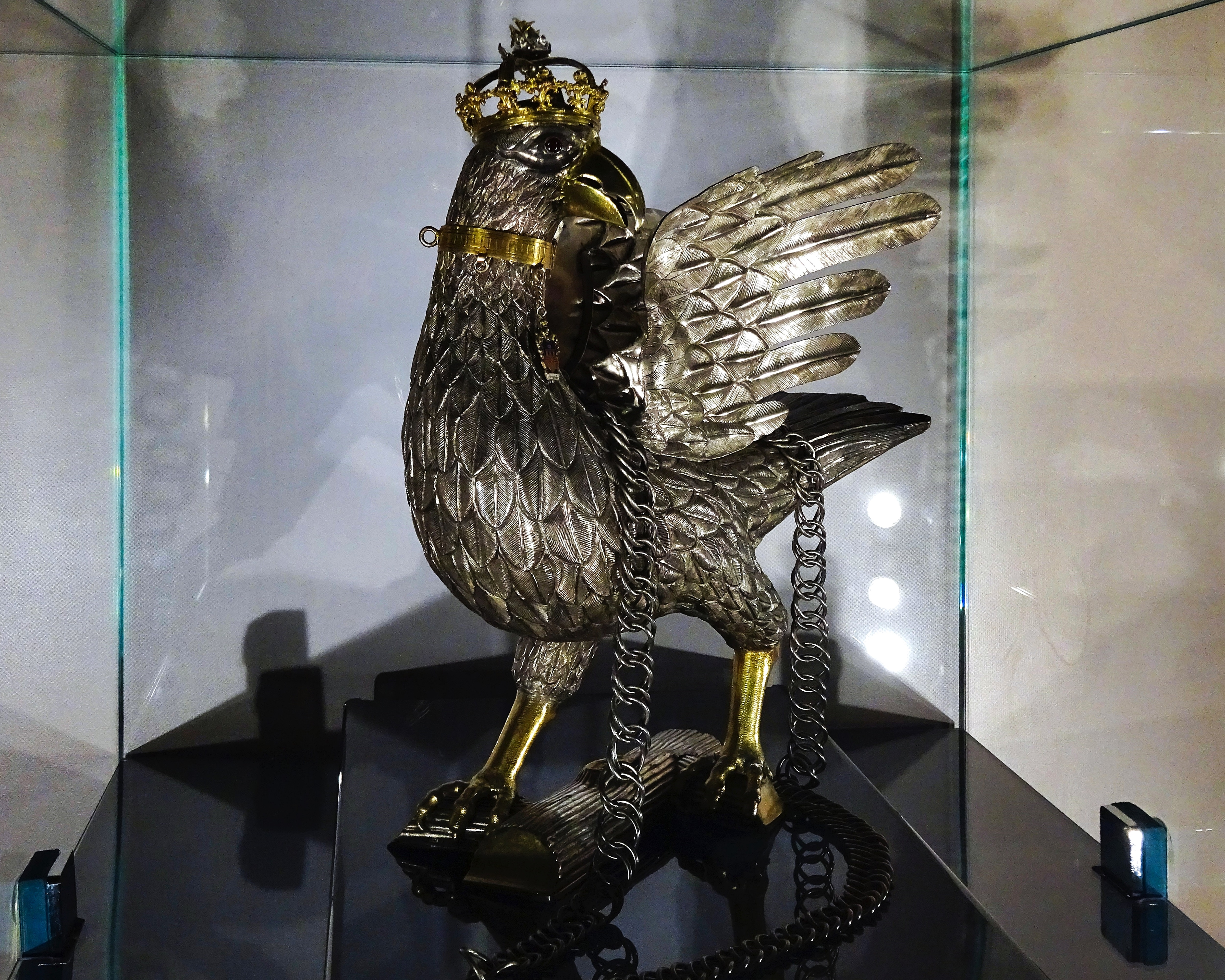
Srebrny Kur Krakowskiego Bractwa Kurkowego, ekspozycja na Zamku Królewskim na Wawelu w 2023 roku

Towarzystwo Strzeleckie „Bractwo Kurkowe” w Krakowie (Krakowskie Bractwo Kurkowe, Szkoła Strzelecka, Towarzystwo Strzeleckie Krakowskie) – krakowska organizacja kurkowa, istniejąca od XIV w., początkowo funkcjonująca jako paramilitarna organizacja cechowa, dzisiaj prowadząca przede wszystkim działalność o charakterze społecznym, co roku organizująca konkurs na króla kurkowego.

## W I Rzeczypospolitej
Dokładna data powstania krakowskiego bractwa kurkowego jest nieznana. Można przypuszczać, że organizacja ta powstała w XIV w., wkrótce po powstaniu fortyfikacji miejskich (wznoszonych na przełomie XIII i XIV w.), choć pierwsze wzmianki źródłowe o niej pojawiają się dopiero w XV w. (pierwsza – u Jana Długosza). Tego typu organizacje paramilitarne tworzono bowiem w całej średniowiecznej Europie: miały służyć regularnemu szkoleniu wojskowemu mieszczan, zobowiązanych do czynnego udziału w obronie swego miasta podczas zagrożenia. 
Miejscem ćwiczeń mieszczan krakowskich był tzw. Celestat – pierwotny istniał na wschodnich obrzeżach miasta (za Bramą Mikołajską), a w XVI w. przeniesiono go do międzymurza obok Bramy Mikołajskiej – tu mieścił się aż do pożaru w 1794. Już w XV w., jak wspomina Długosz, celem, do którego strzelano, był kur, co pozostało niezmienione aż do dziś. Zmieniała się jedynie broń, jakiej do tego używano – pierwotnie zapewne były to łuki, potem kusze (miniaturę przedstawiającą takie strzelanie zawiera Kodeks Behema z 1505), dopiero od końca XVI w. broń palna.
Szczególny rozwój bractwa miał miejsce za panowania Zygmunta Augusta. W 1562 krakowski magistrat nadał bractwu (Szkole Strzeleckiej) ordynację określającą zasady zawodów strzeleckich, przy czym strzelania takie zgodnie z tym dokumentem miały być organizowane kilkadziesiąt razy w roku. Najważniejsze z nich były jednak zawody organizowane „w tydzień po oktawie Bożego Ciała”, gdy strzelano do kura o tytuł króla kurkowego; nagrodą za zwycięstwo było m.in. zwolnienie od wszelkich podatków miejskich. Dwa lata później (1564) bractwo otrzymało od władz Krakowa statut – jednym z efektów jego zapisów było przekazanie bractwu w 1565 pięknego srebrnego kura, symbolu bractwa po dziś dzień (aktualnie przechowywanego w Muzeum Historycznym Miasta Krakowa).
Wspomniane wyżej dokumenty oraz wcześniejsza jeszcze tradycja pozwoliła na wykształcenie się specyficznych zwyczajów bractwa kurkowego, związanych zwłaszcza z inauguracją sezonu strzeleckiego i zmaganiami o tytuł króla kurkowego (zwanego także „ptasim władcą”), które trwały kilka dni i były znaczącą atrakcją (przyglądał się im m.in. król Stanisław August Poniatowski). Tytuł królewski otrzymywał ten spośród strzelców, który strącił ostatni fragment kura umieszczonego na drewnianej tarczy (pierwotnie – na szczycie masztu). 
Bractwo Kurkowe było wielokrotnie obdarowywane nadaniami i przywilejami – zarówno władz miejskich Krakowa, jak i królewskimi (m.in. w 1593 król Zygmunt III Waza zwolnił krakowskich królów kurkowych od ceł od wwożonych na teren Rzeczypospolitej towarów, a w 1635 król Władysław IV Waza zwolnił ich na okres ich „panowania” od wszelkich podatków). Przywileje te bractwo zaczęło jednak tracić w drugiej połowie XVIII w., po części z uwagi na kiepską sytuację finansową miasta, po części zaś z uwagi na próby reformy państwa (np. zastąpiono zwolnienie z płacenia ceł jednorazową nagrodą). 
Ostatnim królem kurkowym w I Rzeczypospolitej był Stanisław Piątkowski, wybrany w 1793. Rok później strzelania o tytuł króla kurkowego nie odbyły się, a żołnierze pruscy, którzy wkroczyli do Krakowa po upadku Insurekcji kościuszkowskiej spowodowali pożar, który 14 sierpnia 1794 doszczętnie strawił budynek Celestatu.

## W okresie zaborów
Po III rozbiorze Polski i włączeniu Krakowa w granice państwa habsburskiego, Krakowskie Bractwo Kurkowe istniało już tylko formalnie przez kilka lat (ostatni wpis w księdze protokołów pochodzi z 1807). Jego działalność całkowicie zamarła, Wojciech Bartynowski (starszy Bractwa) wywiózł na Węgry najcenniejsze pamiątki Bractwa, w tym srebrnego kura. Pamiętano jednak o organizacji – dlatego, gdy powstała Rzeczpospolita Krakowska, z czasem udało się doprowadzić również do odnowienia bractwa kurkowego; początkowo jako charytatywnego Towarzystwa Amatorów Strzelnictwa (które miało pomóc w zwalczaniu skutków epidemii cholery). 19 lipca 1831 bractwo kurkowe zostało oficjalnie reaktywowane, a jego tymczasową siedzibą stał się dawny pałac królewski w podkrakowskim Łobzowie. W 1832 przygotowano projekt nowego statutu bractwa, który został zatwierdzony przez Senat Rządzacy – organizacja została zarejestrowana pod nazwą Towarzystwo Strzeleckie Krakowskie.
Art. 1 tegoż statutu brzmiał: „Towarzystwo Strzeleckie zawiązuje się dla strzelania do tarczy i mienia stąd przyjemnej zabawy” – faktycznie jednak ten okres istnienia bractwa zaznaczył się stopniowym wzrostem udziału działalności społecznej i patriotycznej. Statut regulował organizację bractwa, a także zasady strzelania, które miały się odbywać – oprócz strzelania uroczystego – w każdą niedzielę od maja do września. Wojciech Bartynowski przekazał Towarzystwu przechowane pamiątki, a 1 maja 1834 dokonano pierwszego wyboru króla kurkowego po kilkudziesięcioletniej przerwie – został nim Maciej Knotz. 
W 1837 z inicjatywy ówczesnego króla kurkowego, Józefa Louisa, Towarzystwo kupiło rozległy ogród na przedmieściu Wesoła zwany Ogrodem Steinkellerowskim, gdzie urządzono nową strzelnicę i wzniesiono siedzibę bractwa – nowy Celestat (zbudowany według projektu Tomasza Majewskiego oraz Franciszka Lanciego w stylu neogotyku angielskiego). Już wkrótce park (który bracia kurkowi otwarli dla ogółu Krakowian) zaczął być nazywany Ogrodem Strzeleckim. Wkrótce też zaczęto ozdabiać go portretami kolejnych królów kurkowych.
Powstanie krakowskie na kilka lat przerwało działalność bractwa, sam Celestat w 1847 został zajęty na szpital wojskowy. Powrócił w ręce bractwa dopiero w 1851, gdy odwiedził go cesarz Franciszek Józef I – wówczas też na powrót zaczęto wybierać królów kurkowych.
W latach 1874–1876 budynek Celestatu w Ogrodzie Strzeleckim rozbudowano według projektu Adama Nowickiego. Zaraz po jego ponownym otwarciu zorganizowano tam bal karnawałowy, który wpisał się na stałe na listę krakowskich wydarzeń towarzyskich przez następnych kilkadziesiąt lat. W 1880 ponownie gościem braci kurkowych był cesarz Franciszek Józef I. W tym okresie też powstały w Ogrodzie Strzeleckim dwa pomniki królów polskich – Zygmunta Augusta (jako szczególnego protektora bractwa) oraz Jana Sobieskiego, w dwusetną rocznicę odsieczy wiedeńskiej. Towarzystwo proponowało także teren swojego Ogrodu doktorowi Jordanowi, aby urządził tu park rekreacyjny dla dzieci i młodzieży.
W końcu XIX w. obszar Ogrodu Strzeleckiego uległ zmniejszeniu – bracia kurkowi myśleli o nabyciu nowego terenu poza miastem i w tym celu sprzedali część Ogrodu; plany zakupu nowej parceli nie zostały jednak zrealizowane. Po raz kolejny natomiast przebudowano zabudowania Celestatu, wznosząc strzelnicę zimową oraz kręgielnię (1911).
Przed wybuchem I wojny światowej krakowscy bracia kurkowi zaangażowali się w działalność niepodległościową, wspierając m.in. finansowo Polskie Towarzystwo Gimnastyczne „Sokół”. Celestat użyczono także na początku wojny na koszary ułanów, którzy potem weszli w skład II Brygady Legionów. Późniejsze lata wojenne były jednak trudniejsze, bracia kurkowi wciąż wspierali finansowo polski wysiłek wojskowy, jednak sam Celestat wraz z Ogrodem Strzeleckim został zarekwirowany przez armię austriacką, nie organizowano również wówczas turniejów strzeleckich.

## W XX wieku

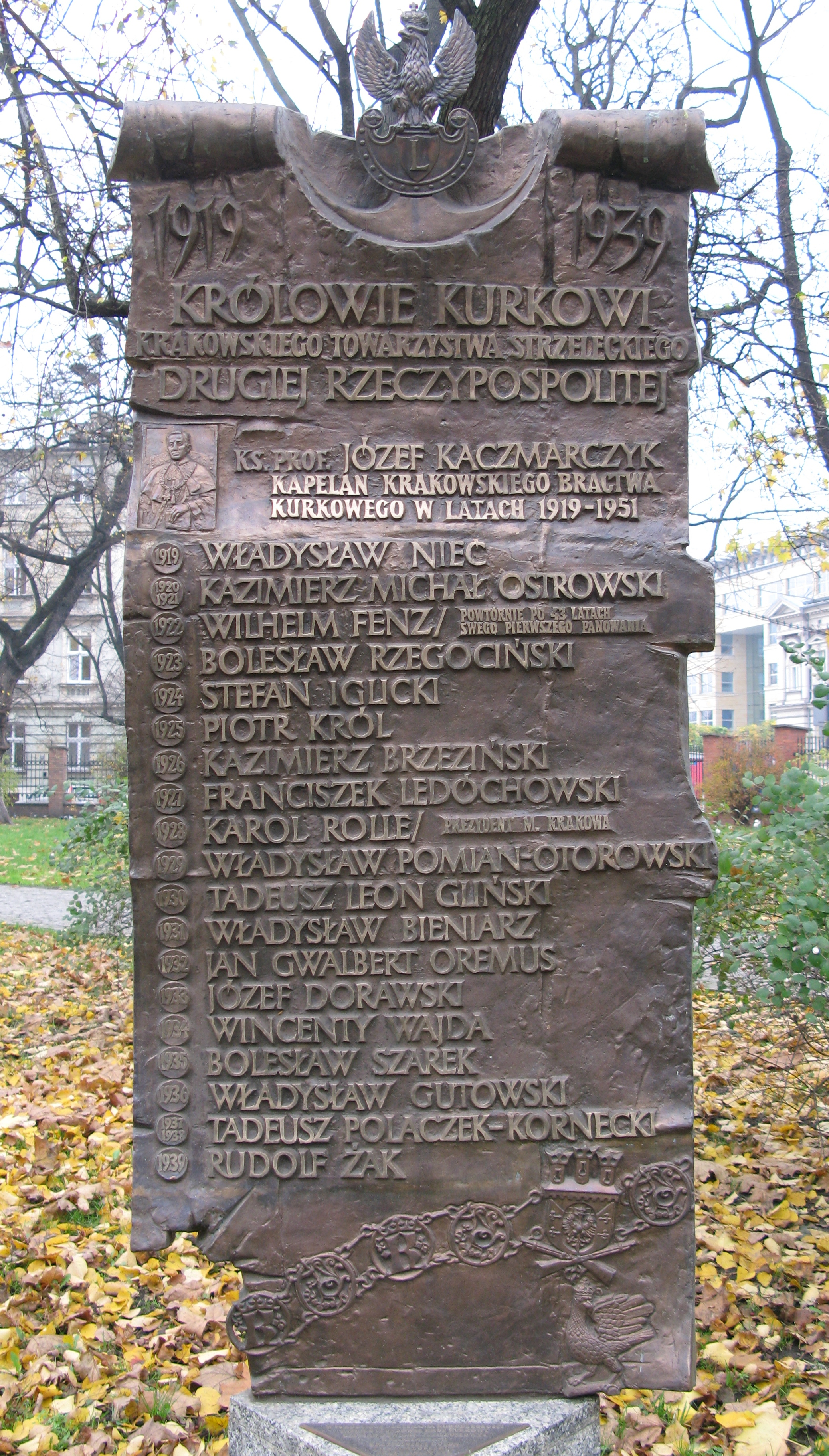
Tablica poświęcona królom kurkowym w Parku Strzeleckim w Krakowie

Po odejściu Austriaków w 1918 Celestat nie wrócił od razu w ręce Towarzystwa – przejęła go YMCA (odzyskano go dopiero w 1920). Już w 1919 wybrano jednak nowego króla kurkowego, wspierano też finansowo obrońców Lwowa. Także w 1919 uchwalono nowy statut Towarzystwa – tym razem jako podstawowy cel wprost wpisano „branie udziału w życiu społecznym i narodowym”. Działalność bractwa w tym duchu wypełniła cały okres dwudziestolecia międzywojennego. Gośćmi Towarzystwa w tym okresie byli m.in. Józef Piłsudski, Ferdynand Foch, prezydenci Stanisław Wojciechowski i Ignacy Mościcki.
Wybuch II wojny światowej ponownie przerwał działalność Towarzystwa. Skarby bractwa zostały ukryte, Celestat został zajęty na koszary. Formalne rozwiązanie Towarzystwa nastąpiło w 1940 na mocy dekretu generalnego gubernatora Hansa Franka. Gospodarowanie Niemców doprowadziło do dewastacji Celestatu (m.in. w reprezentacyjnej sali urządzona była odwszalnia). Sytuacja ta nie zmieniła się w 1945 – nowe władze umieściły w Celestacie początkowo urząd repatriacyjny. Bracia kurkowi mimo to wznowili działalność Towarzystwa (pod nazwą Towarzystwo Strzeleckie „Bractwo Kurkowe”), jednak już w 1946 Urząd Wojewódzki zadecydował o jego rozwiązaniu. I choć odwołanie od tej decyzji przyniosło skutek, odwlekło to tylko w czasie upadek bractwa – 28 czerwca 1951 Wojewódzka Rada Narodowa nakazała likwidację Towarzystwa (jako zbędnego w nowej sytuacji politycznej i grupującego elementy obce klasowo, ponadto padł zarzut kolaboracji z hitlerowcami). Tym razem odwołania nie odniosły skutku. Celestat został przekazany klubowi sportowemu, zaś Ogród przejął skarb państwa; w 1955 odsłonięto w nim pomniki Lenina i Stalina. Pamiątki Towarzystwa bracia przekazali do zbiorów Muzeum Historycznego Miasta Krakowa.
Reaktywacja Towarzystwa nastąpiła niedługo później – w 1957. Było to możliwe dzięki odwilży, która nastąpiła po XX Zjeździe KPZR, a stało się podczas uroczystych obchodów 700-lecia lokacji Krakowa. Nie udało się jednak wówczas Towarzystwu odzyskać swoich nieruchomości (zresztą, niszczejących w tym okresie). Początkowo dysponowali oni jedynie niewielkim lokalem przy ul. Paderewskiego 4, a od 1978 obszerniejszym przy ul. Mikołajskiej 16. Pierwszy powojenny wybór króla kurkowego miał miejsce dopiero w 1964 (odbyło się to na stadionie „Wisły” Kraków). Organizacja rozwijała swoją działalność, nawiązując m.in. bliską współpracę z organizacjami polonijnymi oraz ze stacjonującymi w Krakowie „czerwonymi beretami”, uczestnicząc w wydarzeniach kulturalnych i religijnych, współuczestnicząc w odbudowie pomnika Grunwaldzkiego, angażując się w działalność Społecznego Komitetu Odnowy Zabytków Krakowa.
Odzyskanie Celestatu nastąpiło dopiero w 1991, przy czym po jego odrestaurowaniu został on przekazany przez Towarzystwo w formie dzierżawy Muzeum Historycznemu Miasta Krakowa z przeznaczeniem na ekspozycję pamiątek bractwa kurkowego (uruchomiona została w 1997), zaś siedzibę Towarzystwa uruchomiono w odzyskanym także budynku przy ul. Topolowej 3. Park Strzelecki został udostępniony mieszkańcom miasta i wyremontowany z funduszy miejskich.
Obecnie Towarzystwo nadal prowadzi szeroką działalność społeczną i charytatywną, współfinansując wiele przedsięwzięć. Kultywowana jest tradycja – co roku dokonywany jest uroczysty wybór i intronizacja nowego króla kurkowego (połączone z przemarszem braci z Celestatu do kościoła mariackiego, bracia kurkowi uczestniczą też we wszelkich ważnych wydarzeniach w mieście. Blisko współpracują także z innymi polskimi oraz europejskimi bractwami kurkowymi (w 1998 w Krakowie miały miejsce 12. Europejskie Spotkania Bractw Strzeleckich). W 2005 Towarzystwo zostało uhonorowane przez Radę Miasta Krakowa złotym medalem Cracoviae Merenti, a w 2011 roku Brązowy Medal Honorowy za Zasługi dla Województwa Małopolskiego.

## Królowie kurkowi
Wielu krakowskich królów kurkowych pochodziło ze znakomitych rodzin krakowskich. Ich lista jest długa i z pewnością (w odniesieniu do czasów I Rzeczypospolitej) bardzo niekompletna. Pierwszym znanym nam z imienia królem kurkowym był pasamonik Tomasz, nieznanego nazwiska (1578). Wśród innych, szczególnie znanych, można wymienić m.in. burmistrzów Krakowa Jana Pawła Fryznekiera (1687, 1694, 1700 i 1724) i Michała Wohlmana (1772), ojca malarza Michała Stachowicza Stanisława (1748), przedsiębiorców Macieja Knotza (1834), Teodora Baranowskiego (1844), Ludwika Zieleniewskiego (1857), Adolfa Pollera (1869), Jana Götza (1880) i jego syna Jana Goetza-Okocimskiego (1904) czy Rudolfa Herliczkę (1894), prezydenta miasta Krakowa Karola Rollego (1928), rzeźbiarza Czesława Dźwigaja (2007), posła Jana Okońskiego (2009).

## Upamiętnienie
- W 2018 Narodowy Bank Polski wyemitował monetę o nominale 10 zł upamiętniającą 760-lecie Bractwa[2][3].